# 赤麻村
赤麻村（あかまむら）は栃木県の南部、下都賀郡に属していた村である。2023年現在は栃木市藤岡町赤麻。

## 地理
- 河川 - 渡良瀬川、江川

## 歴史
- 1889年（明治22年）4月1日 町村制施行により、赤麻村、大前村が合併し下都賀郡赤麻村が成立する。
- 1955年（昭和30年）3月31日 藤岡町、部屋村、三鴨村と合併し藤岡町となる。